# Wiener Kunstfilm-Industrie

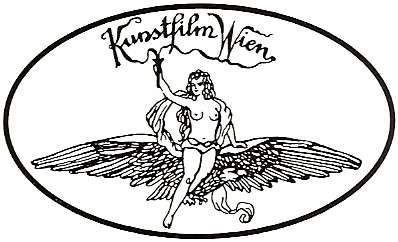
Das Signet der Wiener Kunstfilm-Industrie

Die Wiener Kunstfilm-Industrie war die erste bedeutende österreichische Filmproduktionsgesellschaft. Sie ging aus der 1910 gegründeten Ersten österreichischen Kinofilms-Industrie hervor und leistete Pionierarbeit in fast sämtlichen Bereichen des österreichischen Stummfilms. Als Gründer fungierte der Fotograf Anton Kolm, dessen Frau und Tochter eines Panoptikum-Besitzers, Luise Kolm sowie Jakob Fleck.
Die Gründung der Wiener Kunstfilm, respektive ihres Vorgängers, fiel in eine Zeit, in der der österreichisch-ungarische Film- und Kinomarkt fast komplett von französischen Gesellschaften beherrscht wurde. Um gegen diese finanzstarken Unternehmen internationalen Ausmaßes bestehen zu können, konnte die Wiener Kunstfilm in ihrer Funktion als erste österreichische Filmproduktionsgesellschaft auf die Unterstützung patriotischer Medien und Kinobesitzer zählen.
Das Unternehmen zeichnete für die erste österreichische Wochenschau und den ersten österreichischen Spielfilm verantwortlich. Da es die ersten Jahre fast unentwegt Großereignisse aufnahm, kommt der Produktionsgesellschaft auch große Bedeutung als Chronist der letzten prunkvollen Jahre der Donaumonarchie zu.

## Geschichte

### Gründung alsErste österreichische Kinofilms-Industrie
Im Jänner 1910 gründen Anton Kolm, Luise Kolm und Jakob Fleck die Erste österreichische Kinofilms-Industrie in der Währinger Straße 15 im neunten Wiener Gemeindebezirk Alsergrund. Mit dem kurzen Dokumentarfilm Der Faschingszug in Ober-St. Veit machte das Jungunternehmen erstmals auf sich aufmerksam. Die Aufnahmen, die am 6. Februar 1910 entstanden, waren am 8. Februar erstmals in den Wiener Kinos zu sehen. Wenig später, am 14. März, wurde das Begräbnis von Bürgermeister Karl Lueger gefilmt. Der Bericht fand reißenden Absatz und wurde in 22 Wiener Kinos gezeigt. Der österreichische Komet – eine von damals zwei österreichischen Filmzeitschriften – kommentierte dies in seiner Ausgabe vom 24. März mit „Also endlich einmal ein Wiener Film, der seinen Weg durch die Welt nehmen wird.“ Ebenfalls bereits 1910 entstand die erste Werbeproduktion im weiteren Sinne: Da Damenhüte zu dieser Zeit sehr beliebt waren, in Kinos jedoch für schlechte Sicht in den hinteren Reihen sorgten, produzierte Anton Kolm Der Hut im Kino, um diesem Problem Abhilfe zu verschaffen. Das von Patriotismus geprägte, enorm positive Medienecho über erste Filmproduktionen aus österreichischer Hand sicherten der Unternehmung den Absatz und machte zugleich Investoren aufmerksam. Um neue Kapitalgeber aufnehmen zu können, war eine Änderung der Rechtsform notwendig. Die Filmproduktionsgesellschaft wurde zur GesmbH.

### Umfirmung inÖsterreichisch-Ungarische Kinoindustrie GmbH
Ab 16. Dezember 1910 lautet die neue Bezeichnung des Unternehmens Österreichisch-Ungarische Kinoindustrie GmbH. Neue Kapitalgeber sorgten für eine Grundkapitalausstattung von 310.000 Kronen. Am 27. Februar 1911 wird in der Neubaugasse 33 in Wien-Neubau ein Filmverleih eröffnet. Neben den Eigenproduktionen werden dort auch ausgewählte ausländische Produktionen für die Wiener Kinobesitzer angeboten. Von Beginn an orientierte man sich vor allem am französischen Markt, der zu dieser Zeit den film d'art hervorbrachte.
Die ersten Ankündigungen ihrer Filme in Fachzeitschriften fielen noch sehr klein aus, während sich französische Konzerne bis zu zwei Seiten leisteten. Die Konkurrenz durch ausländische Unternehmen, die den Markt nach wie vor beherrschten, war groß. Die Kolms und Jacob Fleck reagierten darauf, indem sie von Beginn an so viel wie möglich filmten, um den Wiener Kinos aktuelle Berichte aus Wien liefern zu können. Darunter Ereignisse wie den Stapellauf des k.u.k.-Kriegsmarine-Schlachtschiffs SMS Zrinyi im Hafen von Triest und die Flugwoche am Flugfeld Wiener Neustadt – damals einer der größten Flughäfen der Welt in der jungen Luftfahrtsgeschichte. Dort erhielten sie sogar die bisher nur französischen Filmern erteilte Erlaubnis den Kaiser zu filmen, der dem Film bekanntlich positiv gegenüberstand, erkannte er doch rasch den Propagandawert dieses Mediums. Auch die beliebte Wiener Badeinsel Gänsehäufel und der Wiener Prater, sowie Skiveranstaltungen, der Semmering im Winter, die Plitwitzer Seen, Brandkatastrophen, Städtebilder von Krakau, Mariazell, Prag wurden verfilmt und in die Wiener Kinos gebracht. Mit „Typen und Szenen aus dem Wiener Volksleben“ erschien 1911 auch ein Dokumentarfilm mit Volkssängern und anderen Wiener „Originalen“.
Am 29. Juli 1911 filmte die Wiener Kunstfilm-Industrie die „Brandkatastrophe Wien-Nordbahnhof“ für die Kinos, und als zynische Reaktion auf den vom französischen Modeschöpfer Paul Poiret 1910 kreierten „Humpelrock“, mit dem man kaum gehen konnte, und deren Trägerinnen häufig Spott ausgesetzt waren, erfolgte der Spielfilm Martha mit dem Hosenrock – zu welchem der Humpelrock verkommen war.
Nach französischem Vorbild führte Anton Kolm auch in Österreich den komischen Kurzfilm ein. Mit dem Berliner Schauspieler Oskar Sabo hatte er seinen Hauptdarsteller in der Produktion aus 1910, Die böse Schwiegermutter, gefunden. 1911 filmte Kolm die Volkssänger und 1912 Karl Blasel als Zahnarzt mit gleichnamigem Hauptdarsteller, der bereits seit rund einem Jahrzehnt ein beliebter Wiener Komiker war.
Das 1910 erschienene Drama „Die Ahnfrau“, nach Franz Grillparzer, war nicht nur der erste durch zeitgenössische Aufzeichnungen belegte österreichische Spielfilm, sondern stellte auch das Regiedebüt von Jakob Fleck dar. Mit der Verfilmung dieses Volksstückes schlug die erste österreichische Spielfilmgesellschaft einen Weg ein, der bereits von Frankreich aus vorgegeben war, in Österreich jedoch abermals Pionierleistung war. Da das Publikum um 1907/1908 von den wenig fantasievollen Kurzfilmen allmählich genug hatte, und erstmals Kinobesuchszahlen zurückgingen, reagierten französische Produzenten mit der Verfilmung von zeitgenössischer Literatur. Diese Bewegung, die Kinofilmen mehr Tiefe und Inhalt verlieh, nannte sich Film d’Art und fand mit der Wiener Kunstfilm-Industrie, wie sich das Unternehmen ab 1911 passenderweise nannte, auch in Österreich einen Nachahmer. Diese „Kunstfilme“ waren in der Regel Volksstücke bzw. (Sozial-)Dramen aus dem einfachen Volk. So erschienen 1911 gleich mehrere Filme dieser Art: Der Dorftrottel, Die Glückspuppe, Mutter – Tragödie eines Fabriksmädels und Nur ein armer Knecht. Vor allem Werke Ludwig Anzengrubers wurden gerne und häufig verfilmt – zwischen 1914 und 1919 zehn Mal. Einige Werke wurden sogar zwei Mal verfilmt.
Im Jahr 1910 produzierte die Österreichisch-Ungarische Kinoindustrie und ihr Vorgänger, die Erste österreichische Kinofilms-Industrie, insgesamt vier Spielfilme und 14 Dokumentarfilme – in für die damalige Zeit üblicher Länge von jeweils rund 10 Minuten. Der älteste, heute noch erhaltene österreichische Spielfilm, datiert ebenfalls aus dieser Zeit und stammt von der Wiener Kunstfilm. Es handelt sich hierbei um die Allerseelengeschichte Der Müller und sein Kind (1911). Der Film war zwar ein großer Erfolg und konnte als „Anlassfilm“ jedes Jahr wieder gespielt werden, doch sieht man der Produktion die enorme Budgetknappheit vielfach an. Gedreht wurde wegen des lichtunempfindlichen Kameras nur bei Sonnenlicht auf einer im Freien aufgebauten Bühne. Auch offensichtlich mangelhafte Szenen wurden jedoch nicht wiederholt, sondern mangels Filmmaterial behalten – selbst wenn der Wind bei geschlossenen Türen und Fenster die Vorhänge und den Christbaum im Haus bewegt. Der letzte Film der Österreichisch-Ungarischen Kinoindustrie erschien am 12. Jänner 1912 – es war die bisher aufwändigste Produktion der Kolm-Fleck-Filmgesellschaft und hieß Trilby, basierend auf der gleichnamigen Buchvorlage.

### Neugründung als Wiener Kunstfilm-Industrie

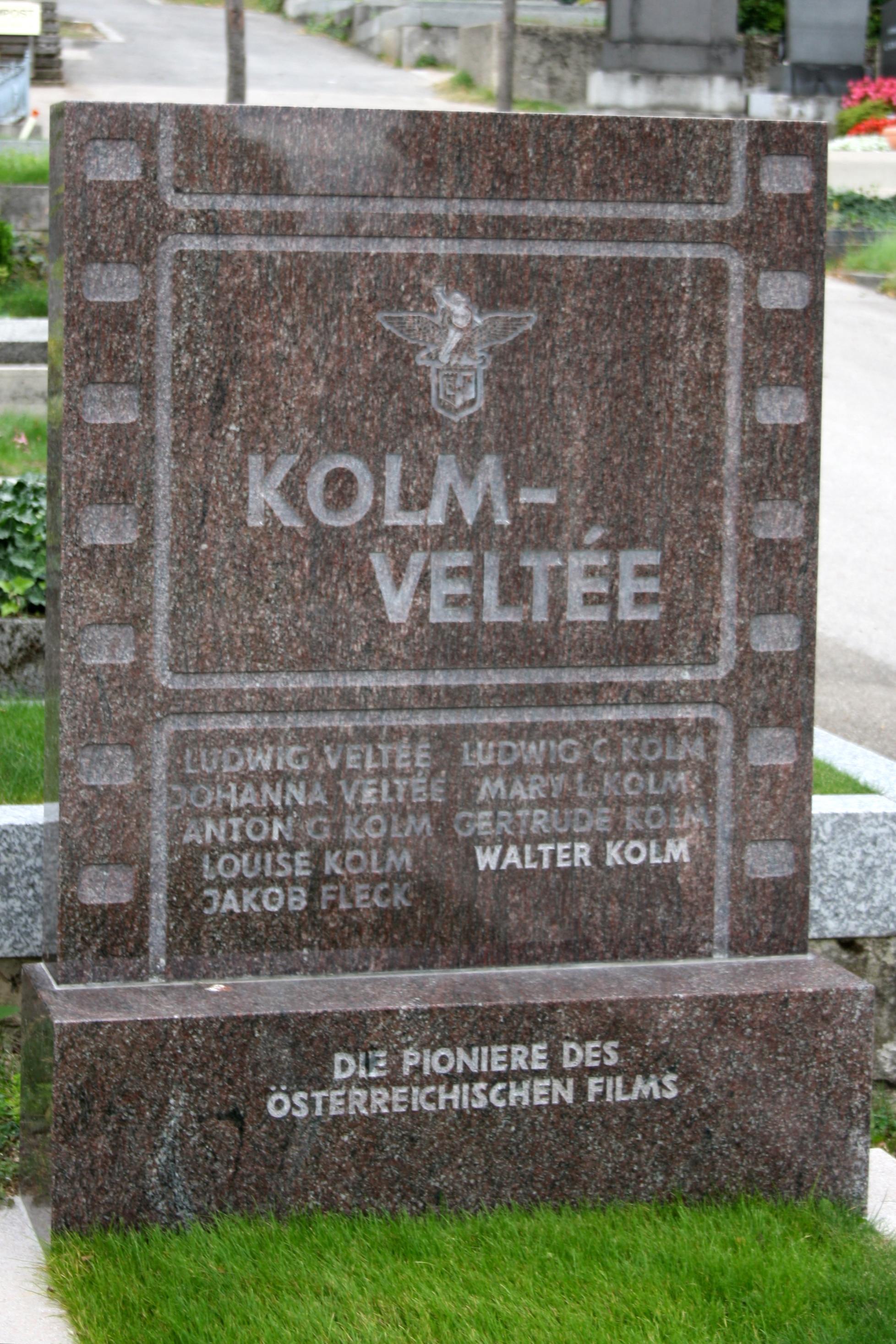
Ehrenhalber gewidmetes Grab der Familie Kolm-Veltée am Ober Sankt Veiter Friedhof, mit Signet der Wiener Kunstfilm-Industrie am Grabstein

Aufgrund von Differenzen mit Direktor Kühnel, ein großer Kapitalgeber der Österreichisch-Ungarische Kinoindustrie GmbH, der auch künstlerisch bei der Filmproduktion mitreden wollte, trat Anton Kolm im Oktober 1911 aus dem Unternehmen aus. Schon per 1. November 1911 nimmt er gemeinsam mit den ursprünglichen Gründungsmitgliedern Jakob Fleck und Luise Kolm, sowie deren Bruder Claudius Veltée, in der Neustiftgasse 1–3 in Wien-Neubau den Betrieb der Wiener Kunstfilm auf. Zwar betrug das Gründungskapital nur noch vergleichsweise bescheidene 30.000 Kronen, doch errichtete man auch Aufnahmehallen mit den neuesten Errungenschaften der Filmtechnik. Einer der Investoren in die Wiener Kunstfilm war Elias Tropp, dessen Frau Eugénie Bernay später zum Stummfilmstar wurde.
Die Filmproduktion betreffend war die wesentlichste Änderung zu früher die Umstellung von der Dokumentarfilmproduktion auf mehrheitliche Spielfilmproduktion. Da die Wiener Kunstfilm finanziell auf schwachen Beinen stand, musste bereits die erste Produktion ein Erfolg werden. Erschwert wurde dies unter anderem dadurch, dass Teile der Medien der Wiener Kunstfilm weniger positiv gesinnt waren als den vorhergehenden Gesellschaften. Besonders augenscheinlich wurde dies bei der Filmzeitschrift Der österreichische Komet, der der neuen Filmgesellschaft Antons Kolm schlagartig negativ gesinnt war. Die Ursache für die Stimmungsänderung waren die Differenzen mit den ehemaligen Investoren.
Dieses erste Filmprojekt, dass den sofortigen Erfolg bringen sollte, lautete „Der Unbekannte“ – nach dem gleichnamigen Theaterstück von Oscar Bendiener. Man schaltete Werbeinserate in Größen, wie dies bisher nur die finanzstarken französische Gesellschaften taten, und man engagierte für die Wiener Bevölkerung namhafte Wiener Schauspieler wie Eugénie Bernay, Claire Wallentin, Karl Blasel und Viktor Kutschera. Regie führte Luise Kolm. Das Rezept ging zumindest bedingt auf: Der Film, der am 15. März 1912 uraufgeführt wurde, war ein großer Erfolg und konnte auch international erfolgreich vertrieben werden. Den erhofften Durchbruch, um mit den französischen Mitbewerbern zumindest in Österreich auf einer Stufe zu stehen, brachte dies jedoch noch nicht. Nachdem die Vorgängergesellschaften der Wiener Kunstfilm bereits für den ersten Dokumentarfilm und erste Spiel- und Komikerfilme verantwortlich zeichnete, setzte die Wiener Kunstfilm die Pioniertätigkeit in der österreichischen Filmgeschichte unentwegt fort. Im November 1912, als bereits weitere österreichische Filmproduktionsgesellschaften mit der ausländischen Konkurrenz um Marktanteile in den Kinos rangen, erschien mit Das Gänsehäufel die erste richtige Dokumentation der Wiener Kunstfilm-Industrie.

### Erste Großproduktionen – am Übergang von Kurz- zu Langspielfilmen
Nach der Premiere der 10.000 Kronen teuren Großproduktion Der Unbekannte geriet die ohnehin tendenziell finanziell schwach ausgestattete Wiener Kunstfilm in noch größere finanzielle Schwierigkeiten, als Elias Tropp aus der Gesellschaft ausstieg, und wenig später die Vindobona-Film Felix Dörmanns mitbegründete. Dennoch setzte die Wiener Kunstfilm ihren stetigen Aufstieg unentwegt fort. 1913 erschien die umstrittene Verfilmung des „Walzerkönigs“ Johann Strauß: Johann Strauß an der schönen blauen Donau. Umstritten deshalb, da Johann Strauß noch nicht lange tot war und ihn viele noch von Konzerten kannte und so eine frühe Verfilmung unwürdig fanden. nach intensiver Recherche ist es dem Filmarchiv Austria im Frühjahr 2007 gelungen, diesen Film ausfindig zu machen. Nach umfassender Analyse und Restaurierung soll der Film auch der Öffentlichkeit zugänglich gemacht werden. Der Film war nicht zuletzt auch einer jener Versuche, den Film in Österreich gesellschaftsfähig zu machen. Unter der Regie von Karl Zeska spielten Hansi Niese – das weibliche Pendant zu Alexander Girardi und somit auch eine Antwort auf die große Sascha-Film-Produktion Der Millionenonkel über und mit Alexander Girardi – sowie Selma Kurz, Louise Kartousch, Richard Waldemar und Alfred Grünfeld – allesamt bekannte Wiener Bühnenschauspieler dieser Zeit. Die Uraufführung der von Alfred Deutsch-German und Siegfried Löwy für den Film adaptierten Strauß-Biografie fand am 20. November 1913 im Opernkino statt. Die Musik wurde von Alfred Grünwald komponiert, der bei der Uraufführung live konzertierte. Die Produktion fiel in eine Zeit, als die Sascha-Film bereits ein ernst zu nehmender Konkurrent geworden ist, und die Filmproduktion in Österreich am Umbruch von Kurz- zu Langfilm stand.
Neben der finanzstarken Sascha-Film entstanden zu jener Zeit auch weitere österreichische Filmproduktionsgesellschaften. Der Anteil französischer und anderer ausländischer Filme in österreichischen Kinos wurde immer mehr zurückgedrängt – zeitgleich drangen österreichische Produktionen immer weiter ins Ausland vor. Die Wiener Kunstfilm konnte sich dennoch als vorerst stärkster österreichischer Filmproduzent behaupten. Ab der Hochzeit von Valeni, die am 10. Oktober im Opernkino Premiere hatte, folgte zudem ein Erfolg auf den anderen. Der Pfarrer von Kirchfeld, mit Max Neufeld in einer Hauptrolle, konnten ebenfalls fantastische Besucherzahlen erreicht werden. Mit österreichischer Volks- und Heimatliteratur, die nicht nur den französischen film d'art als Vorbild hatte, sondern mit zunehmender Erfahrung auch qualitativ immer mehr diesem Genre entsprach, behauptete sich die Wiener Kunstfilm als führender Filmproduzent in Österreich.

### Der Erste Weltkrieg – Kampf mit der Sascha-Film um den österreichischen Markt
Mit Ausbruch des Ersten Weltkriegs hatten die meisten aus nunmehr verfeindeten Ländern stammenden Unternehmen das Land zu verlassen. Der bis zuletzt stark von französischen Produktions- und Verleihgesellschaften geprägte österreichische Markt stand den österreichischen Produzenten nun offen. Vorerst wurde jedoch nur spärlich investiert und ausländische Filme, etwa aus Deutschland, machten weiterhin die Mehrheit der in Österreich gezeigten Filme aus. Erst ab 1915 begann der österreichische Filmmarkt sich zu entfalten – zahlreiche Konkurrenten entstanden. Der einzige Konkurrent auf Augenhöhe der Wiener Kunstfilm war jedoch die Sascha-Film, die kontinuierlich an Stärke zulegte – hatte sie doch das Familienvermögen ihres Gründers, Graf Sascha Kolowrat-Krakowsky, hinter sich.
Die erste „Schlacht“, wenn man so will, ging jedenfalls an die Wiener Kunstfilm. Schon im September 1914 brachte sie Berichte vom Kriegsgeschehen in ihrer neuen Wochenschau, dem „Kriegs-Journal“, das wöchentlich neu in den Kinos zu sehen war. Als Kameraleute waren Raimund Czerny und Heinrich Findeis an den Fronten. Auch der erste große Spielfilmerfolg der Kriegsjahre ging auf das Konto der Wiener Kunstfilm. Mit Liane Haid, die nach dieser Rolle zum ersten österreichischen Filmstar aufstieg, hatte man die perfekte Hauptrollenbesetzung für den Propagandafilm Mit Herz und Hand fürs Vaterland (1915) gefunden. Es folgten weitere Produktionen dieser Art, wie Der Traum eines österreichischen Reservisten (1915), Mit Gott für Kaiser und Reich (1916) und Im Banne der Pflicht (1917). Weiterhin sehr erfolgreich waren jedoch auch die Volksliteratur-Verfilmungen wie Der Meineidbauer (1915) und Der Schandfleck (1917). Bei allen eben erwähnten Produktionen führten jeweils Jakob Fleck und Luise Kolm Regie. Auch die bisher längste Produktion der Wiener Kunstfilm erscheint während der Kriegsjahre: Der Verschwender. Wilhelm Klitsch und Liane Haid zählen in diesem wie in vielen anderen Filmen der Wiener Kunstfilm dieser Jahre zur Hauptbesetzung. Weitere vielfach eingesetzte Schauspieler sind Hermann Benke und Karl Baumgartner. Der beim Publikum beliebte Darsteller Max Neufeld befindet sich hingegen im Kriegseinsatz.
1919 wurde die Wiener Kunstfilm-Industrie von Anton und Luise Kolm als Vita-Film neu gegründet.

## Mitarbeiter

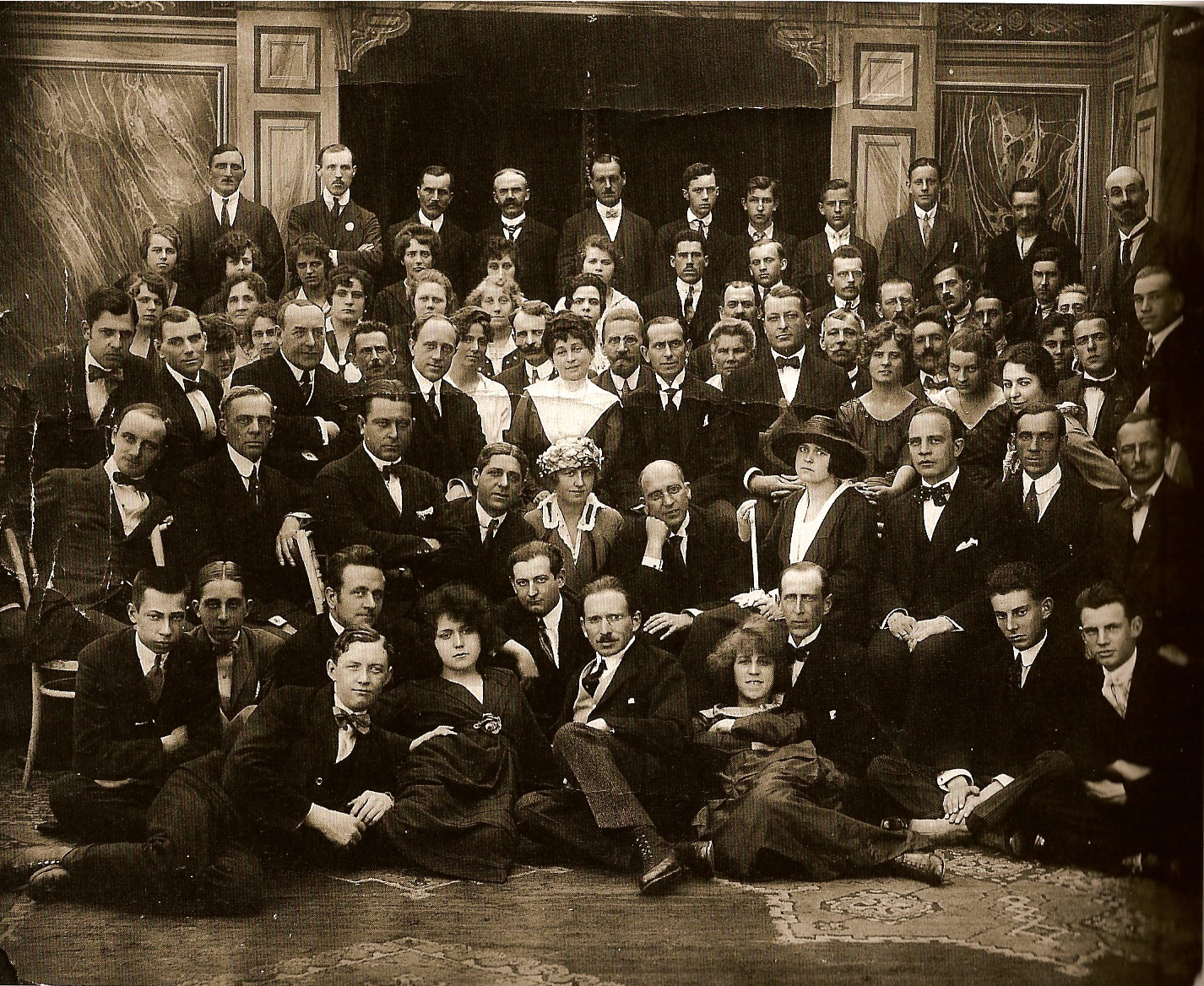
Die ständigen Mitarbeiter der Wiener Kunstfilm-Industrie auf einer undatierten Aufnahme, in der Mitte Luise Kolm und Jacob Fleck.

Als Regisseure fungierten vor allem in den ersten Jahren fast ausschließlich die Firmengründer Anton Kolm, Luise Kolm und Jakob Fleck sowie Luise Kolms Bruder Claudius Veltée – meist als Team – selbst. Mit Marco Brociner war erstmals jemand außerhalb des Gründerteams regelmäßig als Regisseur tätig. Ab 1913 war Alfred Deutsch-German Drehbuchautor bei der Wiener Kunstfilm-Industrie.
Weitere Regisseure die zumindest unregelmäßig für die Wiener Kunstfilm tätig waren, waren Walter Friedemann, Ludwig Ganghofer, Max Neufeld und Hans Otto Löwenstein.

## Atelier
Das Atelier der Wiener Kunstfilm befand sich im damaligen Wiener Vorort Mauer, wie aus einer zeitgenössischen Anzeige hervorgeht. Vermutlich standen sie an derselben Stelle wie die noch heute bestehenden Rosenhügel-Filmstudios, die von der Nachfolge-Gesellschaft Vita-Film errichtet wurden.

## Produktionen
Die Produktionen der damaligen Zeit waren allesamt ohne Ton und hatten für gewöhnlich maximale Abspiellängen von rund 20 Minuten. Dies traf natürlich auch für die Wiener Kunstfilm-Industrie zu. Manche Themen wurden auch zwei Mal produziert. Folgend eine Auswahl derer Werke – zumeist Spielfilme und Dramen – von den unzähligen Wochenschauproduktionen sei nur eine geringe Auswahl angegeben.
- Der Faschingszug in Ober-St. Veit (Wochenschauproduktion, 1910)
- Der Trauerzug Sr. Exzellenz des Bürgermeisters Dr. Karl Lueger (Wochenschauproduktion, 1910)
- Die böse Schwiegermutter (1910)
- Die Ahnfrau (1910, 1919)
- Typen und Szenen aus dem Wiener Volksleben (Dokumentarfilm, 1911)
- Volkssänger (1911)
- Der Dorftrottel (1911)
- Die Glückspuppe (1911)
- Mutter – Tragödie eines Fabriksmädels (1911)
- Nur ein armer Knecht (1911)
- Martha mit dem Hosenrock (1911)
- Der Müller und sein Kind (1910, 1911; Premiere am 21. Oktober 1911)
- Trilby (1912)
- Das Gänsehäufel (Dokumentarfilm, 1912)
- Karl Blasel als Zahnarzt (1912)
- Der Unbekannte (1912)
- Der Psychiater (zweiter Titel: Das Proletarierherz, 1913)
- Der Pfarrer von Kirchfeld (1913/1914; Premiere am 30. Oktober 1914)
- Svengali (1914)
- Das vierte Gebot (1914)
- Der Meineidbauer (1915)